# Paweł Jaracz
Paweł Jaracz (ur. 22 lipca 1975 w Kożuchowie) – polski szachista, arcymistrz od 2000 roku.

## Kariera szachowa
Jest wielokrotnym medalistą mistrzostw Polski juniorów, w tym czterokrotnie złotym: w roku 1989 do lat 14 (w Piechowicach) i do lat 15 (w Żychlinie), w roku 1990 do lat 20 (w Nisku) oraz w roku 1993 do lat 18 (w Białej Podlaskiej). Wiele razy reprezentował Polskę na mistrzostwach Europy i świata w różnych kategoriach wiekowych, najlepsze rezultaty notując w latach 1988 (IV miejsce w Timișoarze w grupie do lat 14) oraz 1989 (VI miejsce w Portoryko, w tej samej kategorii wiekowej). Wielokrotnie startował w finałach mistrzostw Polski mężczyzn. Na swoim koncie posiada dwa medale: brązowy (Gdańsk 1994) oraz srebrny (Warszawa 2011). 
Spośród sukcesów w międzynarodowych turniejach wymienić należy zwycięstwa w Wiedniu (1996) oraz w Guben (w latach 2000 i 2001), jak również dzielone I m. w Böblingen (2002, wspólnie z Janem Gustafssonem i Rainerem Buhmannem) oraz w Benasque (2003, wspólnie z m.in. Olegiem Korniejewem i Antoaneta Stefanową), jak również II m. w Chemnitz (2006). W 2009 r. odniósł kolejny sukces, dzieląc II-IV m. (za Jurijem Wowkiem, wspólnie z Wjaczesławem Zacharcowem i Maratem Dżumajewem) w Cappelle-la-Grande, natomiast w 2010 r. zdobył w Arvier tytuł mistrza Unii Europejskiej.
Uznawany jest za specjalistę w grze błyskawicznej i szybkiej. Na swoim koncie posiada wiele sukcesów, m.in.: trzykrotne mistrzostwo Polski w szachach błyskawicznych (1996, 2003, 2014), dwukrotne mistrzostwo Polski w szachach szybkich (1994, 2015), dwukrotne zwycięstwa w Królewskim Gambicie Radomia (2001 i 2002), trzykrotny (w latach 2003–2005) awans do czołowej szesnastki corocznego, bardzo silnie obsadzonego memoriału Stanisława Gawlikowskiego w Warszawie (w tym IV miejsce w roku 2004), wielokrotne zwycięstwa w turniejach krajowych i zagranicznych (m.in. Świdnica, Wrocław, Polanica-Zdrój, Biel, Sztokholm, Drezno).
Najwyższy ranking w dotychczasowej karierze osiągnął 1 maja 2011 r., z wynikiem 2575 punktów zajmował wówczas 13. miejsce wśród polskich szachistów.

## Życie prywatne
Żona Pawła Jaracza, Barbara, posiada tytuł arcymistrzyni i należy do czołówki polskich szachistek.